# Dallas County (Alabama)
Dallas County is een county in de Amerikaanse staat Alabama.
De county heeft een landoppervlakte van 2.540 km² en telt 46.365 inwoners (volkstelling 2000). De hoofdplaats is Selma.

## Bevolkingsontwikkeling

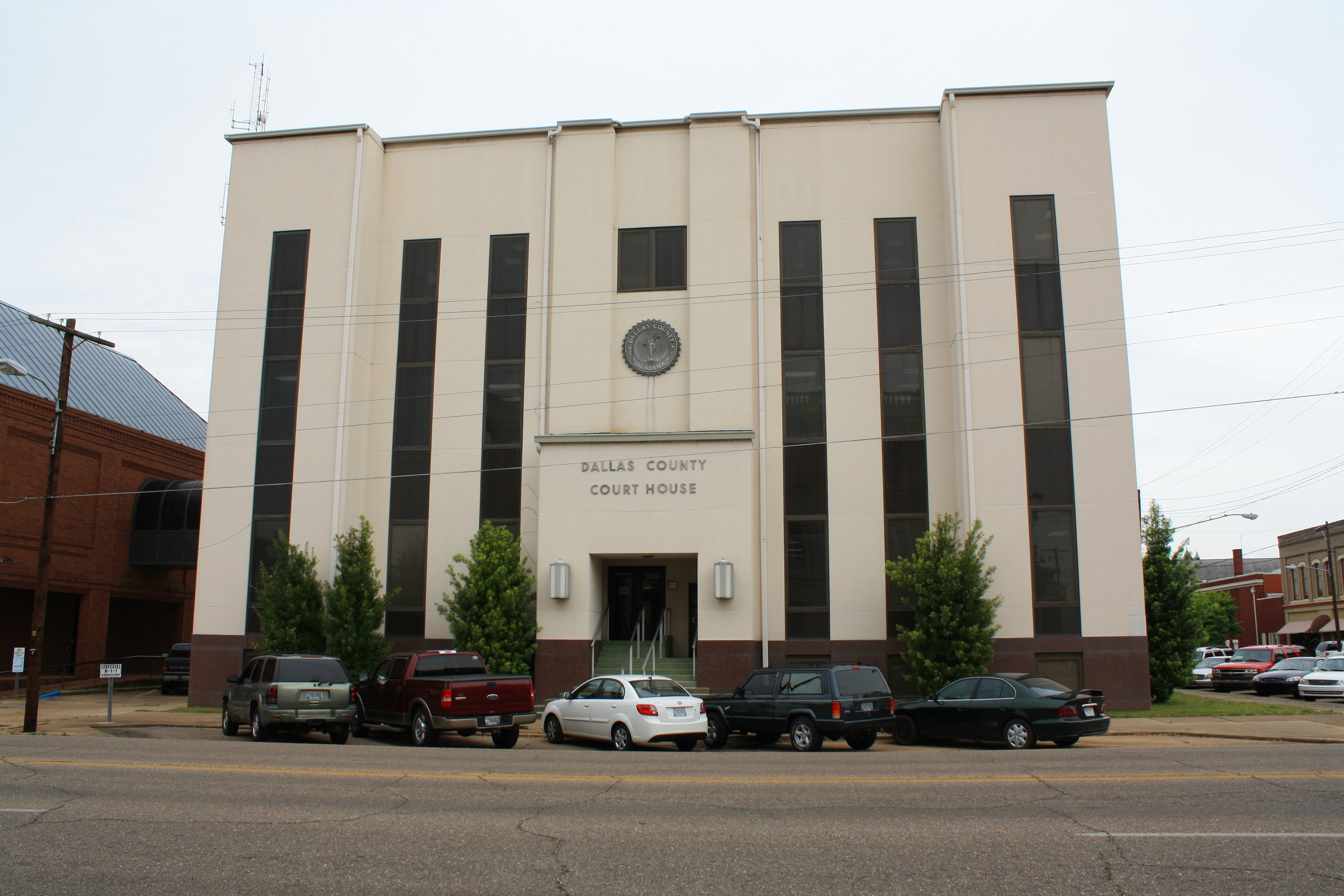
Dallas County Courthouse